# لویت
لویت (به آلمانی: Loit) یک شهر در آلمان است که در اشلسویگ-فلنسبورگ واقع شده‌است. لویت  ۲۵۵ نفر جمعیت دارد.